# Tournoi de tennis de la côte Pacifique (dames 1934)
Le tournoi de tennis de la côte Pacifique est un tournoi de tennis féminin. L'édition 1934 se dispute à Berkeley du 29 septembre au 6 octobre 1934.
Kay Stammers remporte le simple dames. En finale, elle bat Freda James.

## Résultats en simple

### Tableau final
|  |              |  |   |   |   |
|  | Finale       |  |   |   |   |
|  |              |  |   |   |   |
|  |              |  |   |   |   |
|  | Kay Stammers |  | 4 | 6 | 6 |
|  | Kay Stammers |  | 4 | 6 | 6 |
|  | Freda James  |  | 6 | 3 | 4 |

## Résultats en double

### Tableau final
|  |        |  |  |  |  |
|  | Finale |  |  |  |  |
|  |        |  |  |  |  |
|  |        |  |  |  |  |
|  |        |  |  |  |  |
|  |        |  |  |  |  |
|  |        |  |  |  |  |